# The Cigarette Duet
The Cigarette Duet — песня новозеландской певицы Принцессы Челси с участием Джонатана Бри для её дебютного студийного альбома Lil' Golden Book. Песня является шестой в альбоме. The Cigarette Duet был выпущен как третий сингл альбома 9 июня 2011 года.

## Текст
Песня про пару, которая борется с курением. Женщина в песне — курильщица, а мужчина пытается её убедить бросить курить. В песне мы узнаём, что мужчина раньше курил, но потом бросил. Во время интервью Челси сказала: «Когда я писала её, я как бы знала, что какая-нибудь из моих песен станет популярной, вероятно, именно эта станет успешной, и она привлекла к моей музыке множество людей».
В песне упоминается друг по имени «Джейми-Ли», который позже написал песню «No Church On Sunday» для второго студийного альбома Челси The Great Cybernetic Depression.

## Релиз
Песня была выпущена 9 июня 2011 года как сингл на стороне «Б» «Positive Guy Meets Negative Man». Песня обрела популярность из-за клипа. Также песня была включена в The Guardian «New Band of the Day».

## Клип
Клип — основная причина популярности песни. Бри называет его «анти-музыкальным видео». Клип был снят Джонатаном Бри и выпущен 7 июня 2011 года. В интервью Челси сказала, что потребовалось около 70 дублей, чтобы довести клип до «идеала». В первых двадцати дублях Челси была без парика. Она также сказала, что выражение в клипе «невозмутимый, скучающий» было правдой, потому-что они были уставшими после всех дублей.
Клип начинается с того, что Челси и Бри сидят в джакузи на тропическом фоне. Не двигаясь, она смотрит на термометр в бассейне. Когда начинается текст, они поют не двигая ничего, кроме губ. Когда заканчивается первый куплет к паре приплывает гитара, с бокалом пива для Бри и бокалом вина для Челси. Когда заканчивается второй куплет, сцена переходит к Челси, курящей сигарету и кашляющей, пока Бри чистит бассейн. Когда заканчивается третий куплет, видео переходит к подводной сцене, в которой Бри плавает, пытаясь играть на электрогитаре. Затем показывают силуэт Челси, курящей зажжённую сигарету. По мере того, как видео возвращается к сцене у бассейна, видео постепенно сменяется надписью: «В 2010 году более 420 пар в Новой Зеландии расстались из-за проблем, связанных с курением сигарет».
Клип был признан валлийской певицей Мариной Диамандис, что повысило популярность песни.
По состоянию на 1 ноября 2023 года клип набрал 100 миллионов просмотров на YouTube.

## The Cigarette Duet (European Tour Edition)
The Cigarette Duet (European Tour Edition) — первый EP Челси. Расширенное воспроизведение следует за официальным синглом The Cigarette Duet и включает в себя одну новую и три раннее выпущенных песен.

### Трек-лист
| №  | Название                          | Продюсер        | Длительность |
| -- | --------------------------------- | --------------- | ------------ |
| 1. | «The Cigarette Duet»              | Принцесса Челси | 4:20         |
| 2. | «Positive Guy Meets Negative Man» | Принцесса Челси | 2:06         |
| 3. | «Goodnight Little Robot Child»    | Принцесса Челси | 6:02         |
| 4. | «The Cigarette Duet»              | Принцесса Челси | 3:24         |